# Burg Drežnik
Die Burg Drežnik (kroatisch: Stari grad Drežnik oder Tvrđava Drežnik) ist die Ruine einer Höhenburg in der zentralkroatischen Ortschaft Drežnik Grad auf dem Gebiet der Gemeinde Rakovica etwa zehn Kilometer nordöstlich des Nationalparks Plitvicer Seen.

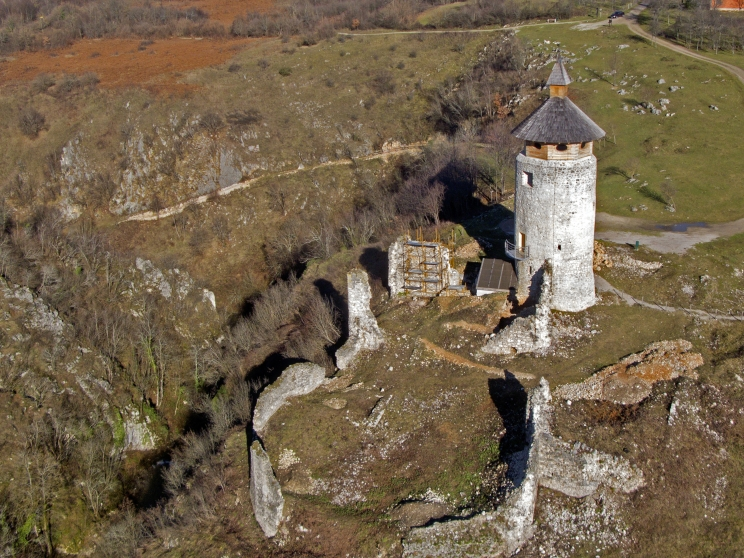
Die Burg Drežnik

Nach historischen Quellen wurde sie erstmals im Jahr 1185 erwähnt. Die Besitzer der Anlage waren im 13. bis 16. Jahrhundert die Mitglieder der Adelsgeschlechter Nelipić, Güssing und Babonić. Ab 1321 war sie im Besitz der Familie Frankopan. Die Osmanen eroberten sie im Jahr 1592, doch im Februar 1788 
wurde sie unter dem Österreichischen General Daniel von Peharnik-Hotkovich zwei Tage lang belagert und anschließend zurückerobert.
Drežnik liegt oberhalb der Schlucht des Flusses Korana, wo dieser nach Osten abbiegt, um die Grenze zu Bosnien und Herzegowina zu bilden. Die Burg war ein wichtiger Bestandteil einer Kette von befestigten Wehrbauten in Zentralkroatien (sog. Kordun), die der Verteidigung gegen die osmanischen Angriffe dienten.
Die Anlage besitzt eine unregelmäßige, viereckige Form mit zwei viereckigen Warten und einer Rundwarte. Seit dem 17. April 1917 steht sie unter der Obhut der Gemeinde, die nach Jahren der Vernachlässigung und des Verfalls zu einer Ruine vor kurzem eine Restaurierung der erhaltenen Reste initiierte.